# Boxberg (Majna-Tauberi járás)
Boxberg település Németországban, azon belül Baden-Württembergben. Lakosainak száma 6710 fő (2023. december 31.). Boxberg Assamstadt, Bad Mergentheim, Lauda-Königshofen, Ahorn, Ravenstein és Krautheim községekkel határos.

## Népesség
A település népessége az elmúlt években az alábbi módon változott:
| Lakosok száma | 6299 | 6533 | 6623 | 6664 | 6662 | 6698 | 6710 |
|               | 1975 | 2014 | 2017 | 2019 | 2021 | 2022 | 2023 |